# Arachosia striata
Arachosia striata là một loài nhện trong họ Anyphaenidae.
Loài này thuộc chi Arachosia. Arachosia striata được Eugen von Keyserling miêu tả năm 1891.